# Stamboom Floris van Oranje-Nassau (1975)
| Stamboom Floris van Oranje-Nassau (1975)                    | Stamboom Floris van Oranje-Nassau (1975)                                         | Stamboom Floris van Oranje-Nassau (1975)                                         | Stamboom Floris van Oranje-Nassau (1975)                                         | Stamboom Floris van Oranje-Nassau (1975)                                                | Stamboom Floris van Oranje-Nassau (1975)                                                | Stamboom Floris van Oranje-Nassau (1975)                                                |
| ----------------------------------------------------------- | -------------------------------------------------------------------------------- | -------------------------------------------------------------------------------- | -------------------------------------------------------------------------------- | --------------------------------------------------------------------------------------- | --------------------------------------------------------------------------------------- | --------------------------------------------------------------------------------------- |
| Grootouders                                                 | Pieter van Vollenhoven (1897-1977) x 1934 Jacoba Gijsbertha de Lange (1906-1983) | Pieter van Vollenhoven (1897-1977) x 1934 Jacoba Gijsbertha de Lange (1906-1983) | Pieter van Vollenhoven (1897-1977) x 1934 Jacoba Gijsbertha de Lange (1906-1983) | Bernhard van Lippe-Biesterfeld (1911-2004) x 1937 Juliana van Oranje-Nassau (1909-2004) | Bernhard van Lippe-Biesterfeld (1911-2004) x 1937 Juliana van Oranje-Nassau (1909-2004) | Bernhard van Lippe-Biesterfeld (1911-2004) x 1937 Juliana van Oranje-Nassau (1909-2004) |
| Ouders                                                      | Pieter van Vollenhoven (1939) x 1967 Margriet van Oranje-Nassau (1943)           | Pieter van Vollenhoven (1939) x 1967 Margriet van Oranje-Nassau (1943)           | Pieter van Vollenhoven (1939) x 1967 Margriet van Oranje-Nassau (1943)           | Pieter van Vollenhoven (1939) x 1967 Margriet van Oranje-Nassau (1943)                  | Pieter van Vollenhoven (1939) x 1967 Margriet van Oranje-Nassau (1943)                  | Pieter van Vollenhoven (1939) x 1967 Margriet van Oranje-Nassau (1943)                  |
| Floris van Oranje-Nassau (1975) x 2005 Aimée Söhngen (1977) |                                                                                  |                                                                                  |                                                                                  |                                                                                         |                                                                                         |                                                                                         |
| Kinderen                                                    | Magali Margriet Eleonoor (2007)                                                  | Magali Margriet Eleonoor (2007)                                                  | Eliane Sophia Carolina (2009)                                                    | Eliane Sophia Carolina (2009)                                                           | Willem Jan Johannes Pieter Floris(2013)                                                 | Willem Jan Johannes Pieter Floris(2013)                                                 |